# Pézy
Pézy foi uma comuna francesa na região administrativa do Centro, no departamento Eure-et-Loir. Estendia-se por uma área de 6,24 km². Em 2010 a comuna tinha 252 habitantes (densidade: 40,4 hab./km²).
Em 1 de janeiro de 2016, passou a formar parte da nova comuna de Theuville.